# Raiffeisen Arena (Linz)
Die Raiffeisen Arena ist ein Fußballstadion im Stadtteil Froschberg der drittgrößten österreichischen Stadt Linz, Hauptstadt des Bundeslandes Oberösterreich. Es ersetzte das 1952 gebaute und später renovierte Linzer Stadion. Jenes bot beim Abriss 21.005 Zuschauerplätze. Auf dem alten Grund wurde der Neubau mit insgesamt 19.080 Plätzen (Steh-, Sitz- und Logenplätze) errichtet. Die Anzahl der Plätze ist an das Gründungsjahr, 1908, des Linzer Sport-Clubs angelehnt. Zu internationalen Partien stehen 17.117 Plätze zur Verfügung. Die Businessclub-Tribüne bietet 2.386 Plätze, dazu 42 Sky-Boxen mit je zwölf Tribünenplätzen und zwei Event-Sky-Boxen mit je 50 Tribünenplätzen. Die alleinigen Kosten für das Stadion sollten bei 65 Mio. Euro liegen. Mit den Zusatzeinrichtungen (u. a. Büros, Trainingsplätze oder Tagesrestaurant) waren 85 Mio. Euro eingeplant. Für den Fußballverein LASK (Linzer Athletik-Sport-Klub) war das alte Stadion die Heimspielstätte und auch in der neuen Fußballarena ohne Leichtathletikanlage trägt der Verein seine Heimspiele aus. Direkt neben dem Stadion liegt die Mehrzweckhalle TipsArena Linz mit sechsspuriger 200-m-Kunststoffbahn und maximal 8755 Plätzen.

## Geschichte
Am 22. Juli 2020 stellte der LASK die Pläne für den Neubau des Stadions vor. Der unter Federführung von Architekt Harald Fux (Raumkunst ZT GmbH) erstellte Entwurf sollte 20.234 Plätze auf Ober- und Unterrang bieten. Zu internationalen Partien hätten 18.011 Plätze bereit gestanden. Die Leichtathletikanlage wird entfernt und es wird die UEFA-Kategorie 4 erfüllen, wodurch Länderspiele und das ÖFB-Cupfinale in der Spielstätte stattfinden können. Auf der Fantribüne, die ein durchgängiger Rang ist, wird es 4500 Stehplätze geben, die international in 3000 Sitzplätze umgewandelt werden können. Im Stadion ist ein Internat, ein Gesundheitszentrum, ein Fan-Dorf, ein Fanshop und ein Restaurant geplant. An Spieltagen wird es in der großen „Kinderarena“ Kinderbetreuung geben. Des Weiteren soll es 1763 Business-Seats, 42 Skyboxen und zwei Eventboxen geben. Die Fußballarena soll klimaneutral sein und es wird keine Wasserflaschen aus Kunststoff geben. Am Spielertunnel ist eine V.I.P.-Loge, wie im Tottenham Hotspur Stadium, geplant. Zu den Kosten wurden keine konkreten Zahlen genannt, sie liegen aber im Rahmen des Allianz Stadions (rund 53 Mio. Euro) und der Generali Arena (etwa 48 Mio. Euro). Der Spatenstich sollte im Frühjahr 2021 erfolgen, die Fertigstellung war für den Juni 2022 geplant. Mit dem Umbau wird die Anlage einen neuen Namen erhalten. Die Raiffeisenlandesbank Oberösterreich ist Namenssponsor und das Stadion wird Raiffeisen Arena heißen.
Der für März 2021 geplante Spatenstich musste verschoben werden. Das Projektteam musste nach der Abwahl von Manfred Zauner als Geschäftsführer neu aufgestellt werden, hinzu kamen Probleme mit der Finanzierung und den Kosten. Das Land Oberösterreich wird maximal mit 30 Mio. Euro zum Umbau beitragen. Die restliche Summe soll durch ein Modell privater Investoren, das von der Raiffeisenlandesbank Oberösterreich abgewickelt wird, finanziert werden. Der neue Termin wurde für September des Jahres angesetzt. Den genauen Zeitpunkt musste der LASK noch bekannt geben.
Der Spatenstich für die neue Raiffeisen Arena erfolgte am 9. Oktober 2021. Nach dem Plan sollte die Errichtung der modernen Fußballarena spätestens 10. Februar 2023 komplett abgeschlossen sein. So könnte die gesamte Rückrunde 2022/23 in der neuen Heimat bestritten werden. Der Baukonzern Porr erhielt den Zuschlag für den Bau. Mitte Dezember 2022 wurde mit dem Einbau der Kunststoffsitze, auf der ASK-Fantribüne, begonnen. Ende Dezember wurde die Rasenheizung erfolgreich getestet. Anfang Jänner 2023 begann die Verlegung des Rasens auf der Spielfläche. Ende Jänner wurde über der Familientribüne das Dach geschlossen. Die erste Videoanzeigetafel wurde montiert und bestand den Testlauf. Um das Spielfeld aus Hybridrasen wurde am Rand ein Kunstrasen verlegt. Im Inneren wurde am Innenausbau gearbeitet. Es wurden Böden verlegt, Malerarbeiten erledigt und an der Einrichtung gearbeitet. Auch außerhalb des Stadions wurde gearbeitet. Hinter der Familientribüne wurden Asphaltierungsarbeiten durchgeführt. Anfang Februar wurden letzte Arbeiten ausgeführt. Die zweite Videoanzeigetafel wurde installiert und die LED-Banden auf der Schwarz-Weiß-Tribüne zwischen Unter- und Oberrang wurden fertig montiert. Die Tribünen sind überwiegend und nahezu komplett mit schwarzen Kunststoffstühlen bestuhlt. Nur der Vereinsname LASK und das Logo der Raiffeisenlandesbank Oberösterreich sind in Weiß gestaltet.
Bis in den Jänner 2023 wurden, ohne Logen und Business-Club-Besucher, ca. 4500 Dauerkarten-Abos verkauft. Mit einem Soft Opening am 17. Februar 2023 wurde die Arena erstmals für ein Fußballspiel genutzt. Die Frauenmannschaft des LASK traf in einem Testspiel auf die Sportunion Geretsberg. Die LASK-Frauen gewannen die Partie mit 4:1. Das erste Tor beim Testlauf erzielte die Kapitänin Katharina Mayr vor 3500 Besuchern. Damit wurde der österreichische Pflichtspiel-Zuschauerekord im Frauenklubfußball (rund 2800 beim Spiel SKN St. Pölten gegen die AS Rom) übertroffen. Das erste Spiel der Männer fand am 24. Februar statt. Der LASK traf am 19. Spieltag der Fußball-Bundesliga auf den SC Austria Lustenau. LASK gewann die Partie vor 12.000 Zuschauern durch einen Elfmeter von Marin Ljubičić in der 90. Minute (+ 4) mit 1:0. Die genauen Baukosten werden, wegen der Kostensteigerung bei den Baumaterialien, erst nach der Fertigstellung feststehen. 
Im Oktober 2023 wurde bekannt, dass die Baukosten mit über 100 Mio. Euro 35 Mio. Euro höher liegen als geplant. Die Mehrkosten mussten durch Sponsoren gedeckt werden.

## Länderspiele

### Männer
Die österreichische Fußballnationalmannschaft der Männer trug bisher fünf Spiele in der Raiffeisen Arena aus. Im September 2025 ist wieder ein Länderspiel zur Qualifikation zur WM 2026 in der Linzer Arena geplant.
| Datum         | Heim       | Gast          | Ergebnis  | Zuschauer | Anmerkung                   |
| ------------- | ---------- | ------------- | --------- | --------- | --------------------------- |
| 24. Mär. 2023 | Österreich | Aserbaidschan | 4:1 (2:0) | 16.500    | EM 2024-Qualifikation       |
| 27. Mär. 2023 | Österreich | Estland       | 2:1 (0:1) | 16.500    | EM 2024-Qualifikation       |
| 07. Sep. 2023 | Österreich | Moldau        | 1:1 (0:1) | 13.200    | Freundschaftsspiel          |
| 10. Okt. 2024 | Österreich | Kasachstan    | 4:0 (1:0) | 14.500    | UEFA Nations League 2024/25 |
| 13. Okt. 2024 | Österreich | Norwegen      | 5:1 (1:1) | 16.500    | UEFA Nations League 2024/25 |
| 06. Sep. 2025 | Österreich | Zypern        | -:- (-:-) |           | WM 2026-Qualifikation       |

### Frauen
Die österreichische Fußballnationalmannschaft der Frauen trug im April 2024 gegen Deutschland ihre erste Begegnung in der Raiffeisen Arena aus.
| Datum         | Heim       | Gast        | Ergebnis  | Zuschauer | Anmerkung             |
| ------------- | ---------- | ----------- | --------- | --------- | --------------------- |
| 05. Apr. 2024 | Österreich | Deutschland | 2:3 (2:0) | 7.500     | EM 2025-Qualifikation |

## Galerie

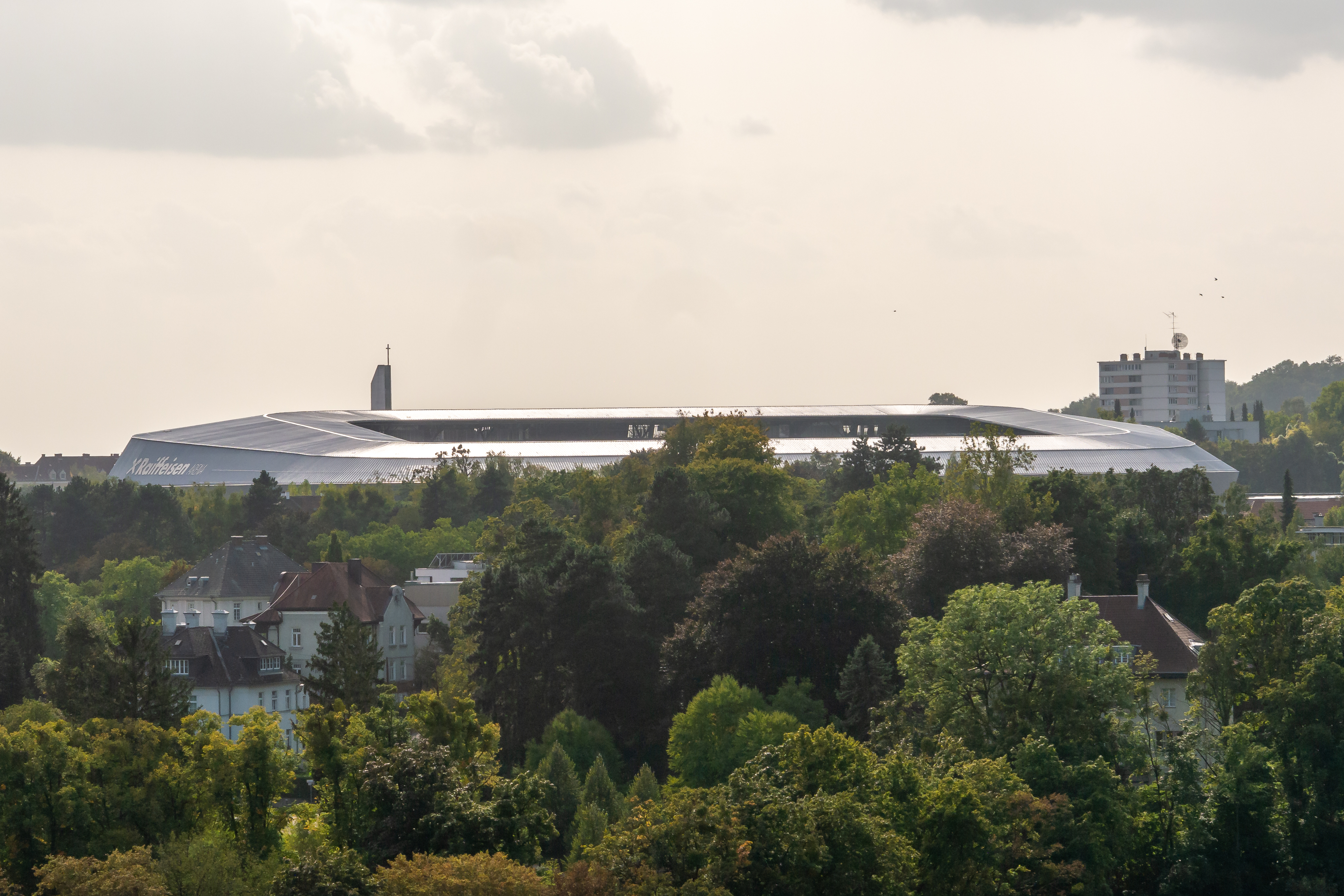
Außenansicht
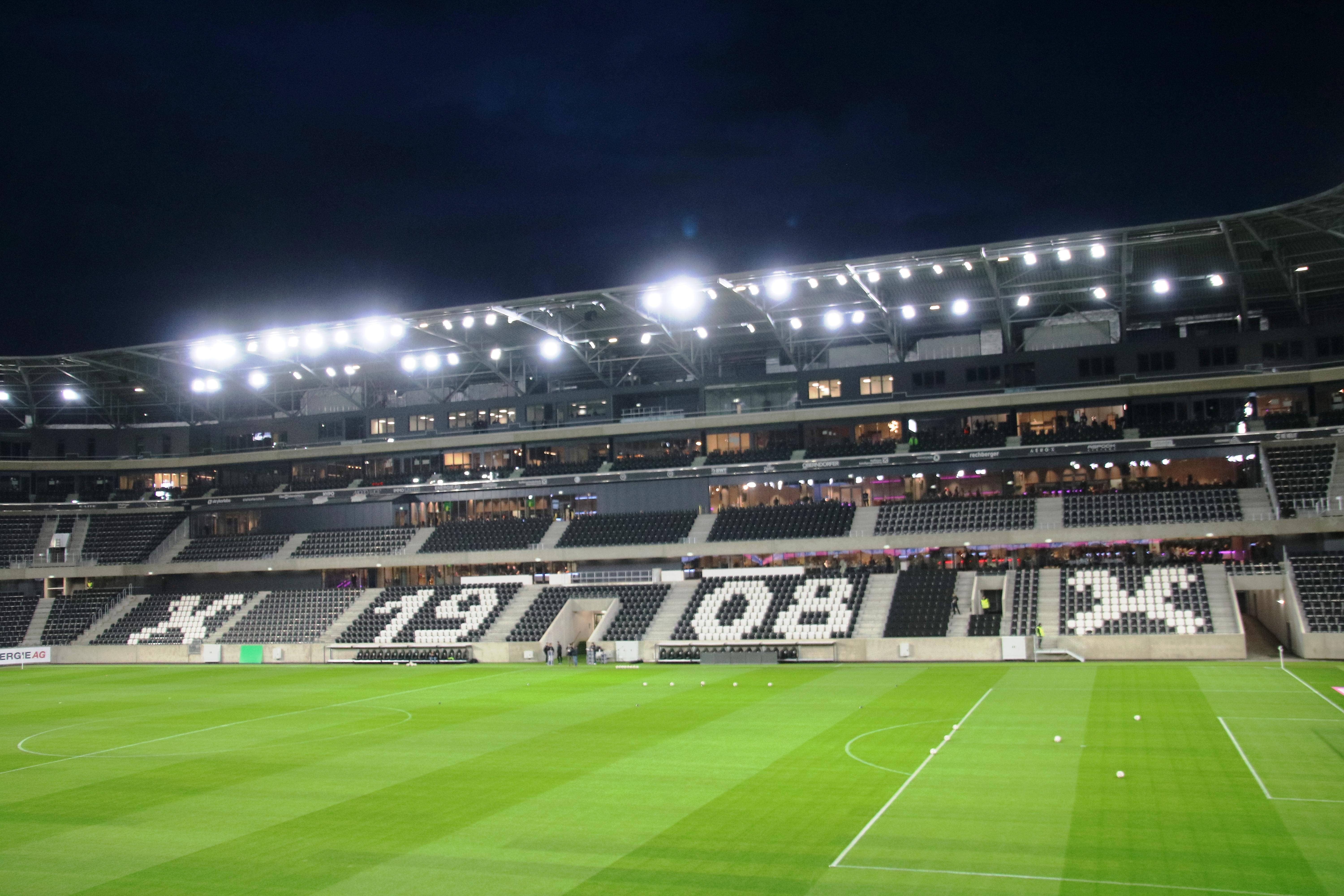
Die Haupttribüne (Februar 2023)
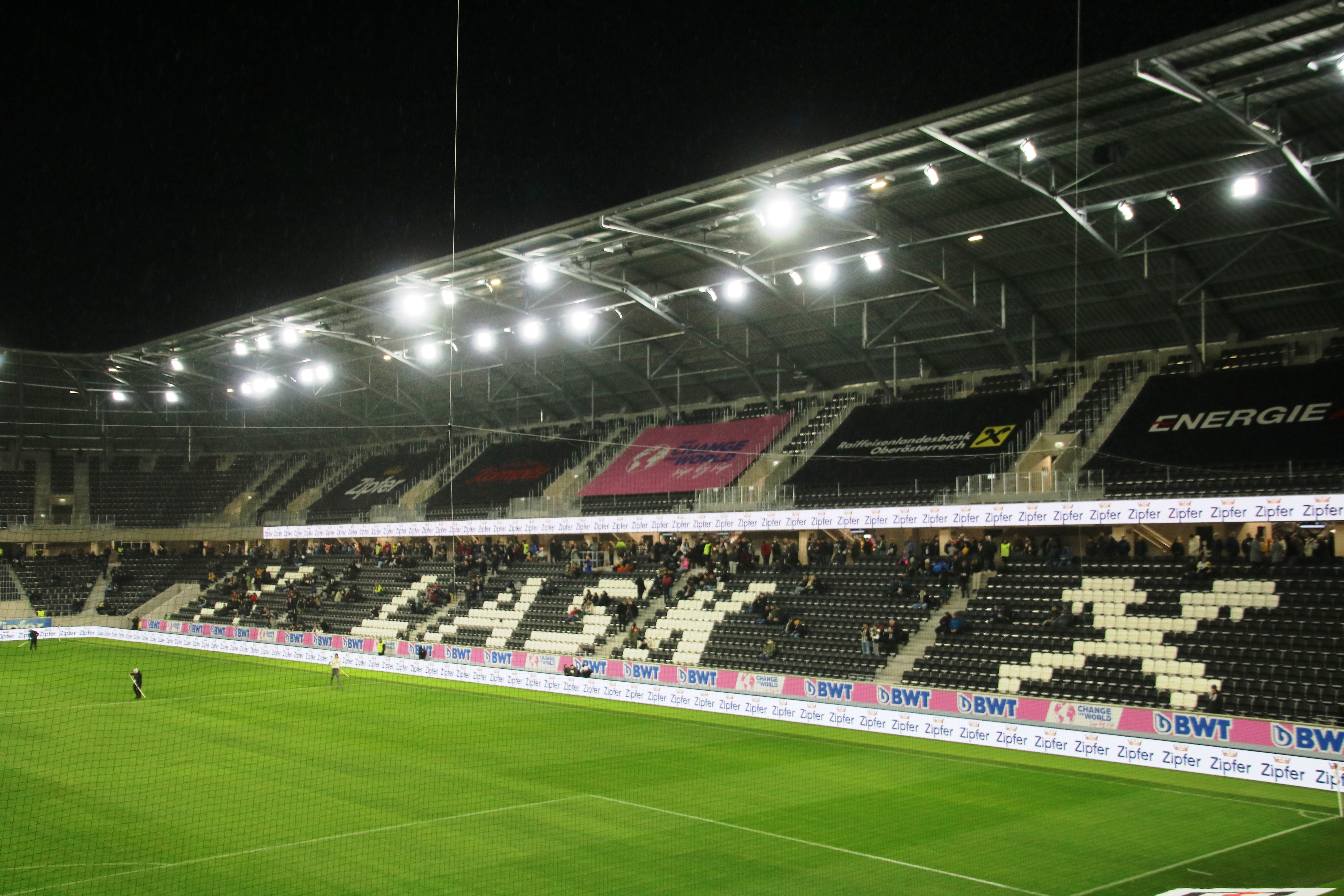
Die Gegentribüne (Februar 2023)
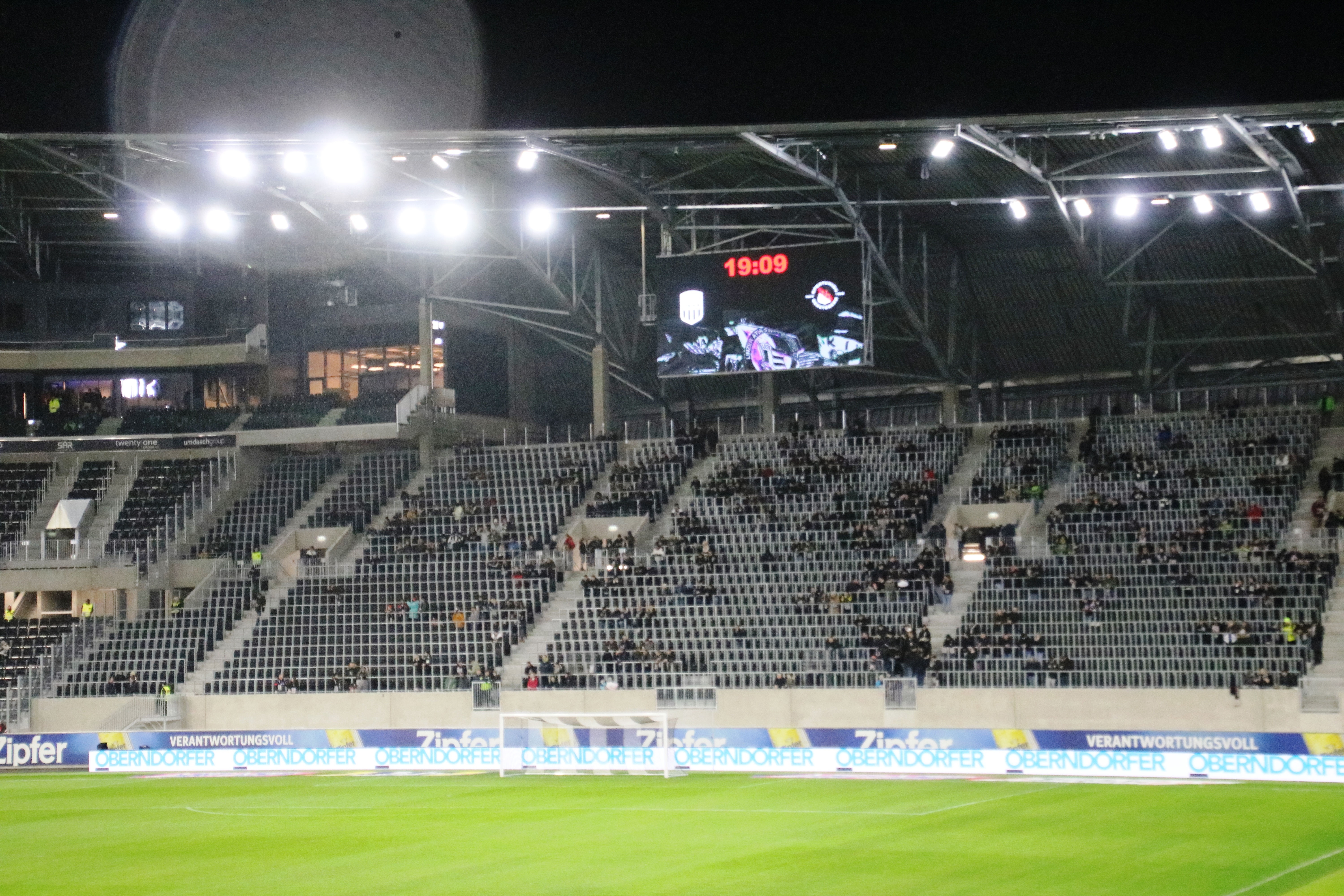
Die Hintertortribüne im Westen (Februar 2023)